# 壷井宗一
壷井 宗一（つぼい そういち、1916年（大正5年）6月5日 - 没年不明）は、日本の実業家。国鉄広報部長を経てJR東海の関連会社である中央リネンサプライ社長・会長・顧問となる。岡山県高梁市出身。

## 経歴

### 生い立ち
1916年（大正5年）岡山県高梁町（現：高梁市）に生まれる。1929年（昭和4年）に旧制高梁中学校（現・岡山県立高梁高等学校）へ進学した。同期には、宮原正吾、三宅真助がいた。1934年（昭和9年）同校を卒業して、1936年（昭和11年）に山口県にある旧制山口高等学校へ入学した。1939年（昭和14年）3月、同高校を卒業し、4月に東京商科大学（現：一橋大学）へ入学する。大学の研究室は、米谷ゼミナールに所属した。
壷井が米谷研究室の門を叩いたのは、法律に興味があったからではなく、米谷隆三が岡山出身で、その妻や親戚が壷井の郷里（高梁市）と縁があったことがきっかけだった。東京商科大学に入学後、知人もいない中で紹介状を持って訪ねた先生が、偶然にも経済法の大家だったことが、壷井の進路を決定づけることになった。1941年（昭和16年）12月に3ヶ月早く繰り上げ卒業となった。
卒業後も壷井は、東京商科大学（一橋大学）の同窓会である如水会の「12月クラブ」に所属し、この倶楽部は、正式名称を東京商科大学「昭和16年学部・後期卒業同期会」といった。1941年（昭和16年）に第二次世界大戦の影響で3ヶ月繰上げ卒業になり、後にも先にも12月卒業があったのは、この年次のみであり、従って「12月クラブ」と命名された。この年代の卒業生は、1942年（昭和17年）2月に兵役に服して、352名中35名が戦没した。壷井も兵役に服している。

### 大学卒業後
当初は、旧制中学（現：高梁高校）、東京商科大の先輩で三菱の重役であった村上恒のすすめで商事会社に就職するつもりだったが、米谷先生の強い助言により高等文官試験を受験し、合格して鉄道省に入ることになった。当時の米谷はまだ若かったにも関わらず、威圧感がありその説得力に抗えなかった。しかしながら、元々の希望官庁は商工省（現：経済産業省）であり、先生の紹介で同省文書課長の内諾も得ていたが、軽い気持ちで鉄道省にも願書を出していた。試験当日に辞退しようと試験場を訪れたが、当時の監督局総務課長で後の総理大臣・佐藤栄作に強く引き止められ、その場の気迫に押されて受験し、鉄道省に入省することになる。
その夜、米谷先生に激怒され破門寸前となったが、「士は己を知る者のために死す」といった先生好みの言葉を並べ、明け方まで二人で酒を酌み交わし、なんとか許して貰っていた。1941年（昭和16年）12月29日、壷井は鉄道省として採用され大臣官房に配属された。徴兵検査では右眼の極度の近視で第二乙種合格となったが、間もなく品川駅助役を命じられ、軍需輸送の要所であるこの駅で勤務した。召集令状も来ないまま昭和18年には東京鉄道局の要員課長に就任、戦時体制下での人事・動員業務を一手に担うこととなり、東鉄6万人の人事や動員に追われる日々が始まった。軍の要請による召集事務も担当し、参謀本部兼務を命じられたことで終戦まで前線への召集は免れた。
1944年（昭和19年）、鉄道業務は軍に準ずるとされ、全職場が「戦闘隊」に再編された。壷井は東京外七県を奔走し、この戦時体制の組織化に尽力した。空襲が激化する中、東鉄庁舎は焼失し本省の七階に移転。ある日、B29の爆撃で本省中庭に爆弾が落ち、壷井と総務部長の吾孫子豊（後の国鉄副総裁）は奇跡的に命を取り留めた。爆心地からわずかの差で命運が分かれ、生死のはかなさを痛感する。戦局が悪化する中で、1945年（昭和20年）空襲で国立図書館が破損し、貴重なメンガー文庫とギルケ文庫の疎開を求められた。壷井は局長や関係者に粘り強く説得し、信州伊那への疎開を実現。文化財を守る使命感に心を打たれた。このような非常時においても、鉄道省は物資と共に知の遺産をも守るという重責を担っていた。

### 国鉄職員として
終戦後は鉄道省から日本国有鉄道（国鉄）へと組織は再編され、壷井は別の任務に転じたが、戦時下の鉄道業務は軍事と密接不可分であり、鉄道は単なる輸送手段ではなく、国家総動員体制の中核を担う「戦争機関」として機能していた。また、国鉄時代には、大阪や米子、新潟などに赴任したが、岡山に近い場所へ赴任した際は、地元高梁へ一泊の帰郷を楽しみにしており、郷里愛が強い一面もあった。
壷井は、鉄道省から国鉄へ異動したが、そこで米子鉄道管理局長、本社広報部長を経て、鉄道建設公団の理事となり1975年（昭和50年）59歳のときに、日本交通観光社専務取締役に就任する。その後、1981年（昭和56年）65歳のときに、中央リネンサプライの代表取締役社長となった。1987年（昭和62年）には、中央リネンサプライ会長・鉄道リネンサプライ協会会長となり同年に中央リネンサプライの会長職のみ退き顧問に就任する。その後、山陽リネンサプライ取締役となり、1991年（平成3年）まで務めた。
壷井は、鉄道省から国鉄、鉄道公団理事、そして民間企業の社長と職場を移した。社長退任後は、日本交通協会員として2001年（平成13年）85歳まで活動が確認されている。